# Georg av Oldenburg
Georg av Oldenburg, född 9 maj 1784 i Oldenburg , död 27 december 1812 i Tver, son till Peter Fredrik Ludvig av Oldenburg.
Gift 1809 med Katarina Pavlovna av Ryssland (1788-1819), dotter till Paul I av Ryssland.

## Barn
- Friedrich Paul Alexander (1810-1829)
- Peter av Oldenburg (1812-1881); gift 1837 med Therese av Nassau-Weilburg (1815-1871)